# کارت تلفن

کارت تلفن‌های ایالت رود آیلند، سال ۲۰۰۸

کارت تلفن یا تلفن کارت (به انگلیسی: Telephone card) نوعی کارت اعتباری برای استفاده از امکانات مخابراتی مانند تماس تلفنی است. این شیوه در اصطلاح پیش پرداخت نامیده می‌شود.
دو نوع کارت تلفن وجود دارد. یک نوع آن الکترونیکی بوده و اطلاعات حساب بر روی میکروچیپ آن ذخیره می‌شود. در نوع دوم اعتبار توسط یک پین کد تصدیق می‌شود. کارت‌های تلفن، عموماً از فناوری کارت مغناطیسی استفاده می‌کنند.

## منبع
1. ↑  "Prepaid Phone Cards: What Consumers Should Know". www.fcc.gov (به انگلیسی). Retrieved 2023-05-12.